# Caveman Ughlympics
Caveman Ughlympics ou Caveman Ugh-lympics é um jogo eletrônico de esporte desenvolvido pela Dynamix e publicado pela Electronic Arts em 1988 para os consoles Commodore 64 e MS-DOS. O game possui uma versão para o Nintendinho, intitulada Caveman Games, que foi portada e lançada pela Data East USA, uma subsidiária da Data East.
Inspirado nos Jogos Olímpicos de 1988, o game simula os Jogos Olímpicos da Antiguidade disputado por homens das cavernas. Assim, o game transporta o player até a Pré-história, trazendo vários minigames esportivos que fazem alusão àquela época, como salto em altura (você deveria pular por cima de um tiranossauro), arremesso de esposas (você deveria rodá-la e arremessá-la o mais longe possível), combate com tacapes, etc. Por conta disso, o título "Ugh-Lympics" do game é um trocadilho com as palavras as Olympics ( Olimpíadas ) e Ugh, o que representa um grunhido.

## Descrição e Enredo
O Caveman Ughlympics é uma Olimpíada da idade da pedra, realizada usando diferentes combinações de botões. O jogo é composto por seis eventos:
- Saber Race (Corrida contra o Sabre), onde o jogador corre contra um oponente, evitando os obstáculos e o tigre dente de sabre correndo atrás;
- Matetoss (Arremesso de Esposa) - semelhante ao arremesso de martelo, onde o jogador tem que girar sua esposa e tentar jogá-la o mais longe que puder;
- Firemaking (Acendendo fogueira) - o player tem que acender uma fogueira antes de seu oponente;
- Clubbing (combate com tacapes) - o player enfrenta um oponente segurando tacos em um penhasco, tentando bater no outro do lado do penhasco ou esgotar seu medidor de vida.
- Dino Race (corrida sobre dinossauro) - onde o jogador se senta em um dinossauro e corre contra um oponente, evitando obstáculos no percurso.
- Dino Vault (Salto em altura) - onde o jogador tem que fazer um salto com vara sobre um tiranossauro rex.

## Recepção
A revista Computer Gaming World fez uma crítica positiva ao jogo, dizendo que o jogo é mais agradável com 2-4 jogadores. O humor do jogo foi sua qualidade mais elogiada.
| Publicação        | Pontuação | Ref.  |
| ----------------- | --------- | ----- |
| Commodore User    | 86 %      | [ 2 ] |
| Gen4              | 85 %      | [ 3 ] |
| The Games Machine | 83 %      | [ 2 ] |
| Tilt              | 10/20     | [ 4 ] |
| Zzap!64           | 80 %      | [ 5 ] |